# Maria-Magdalenen-Kirche (Marne)

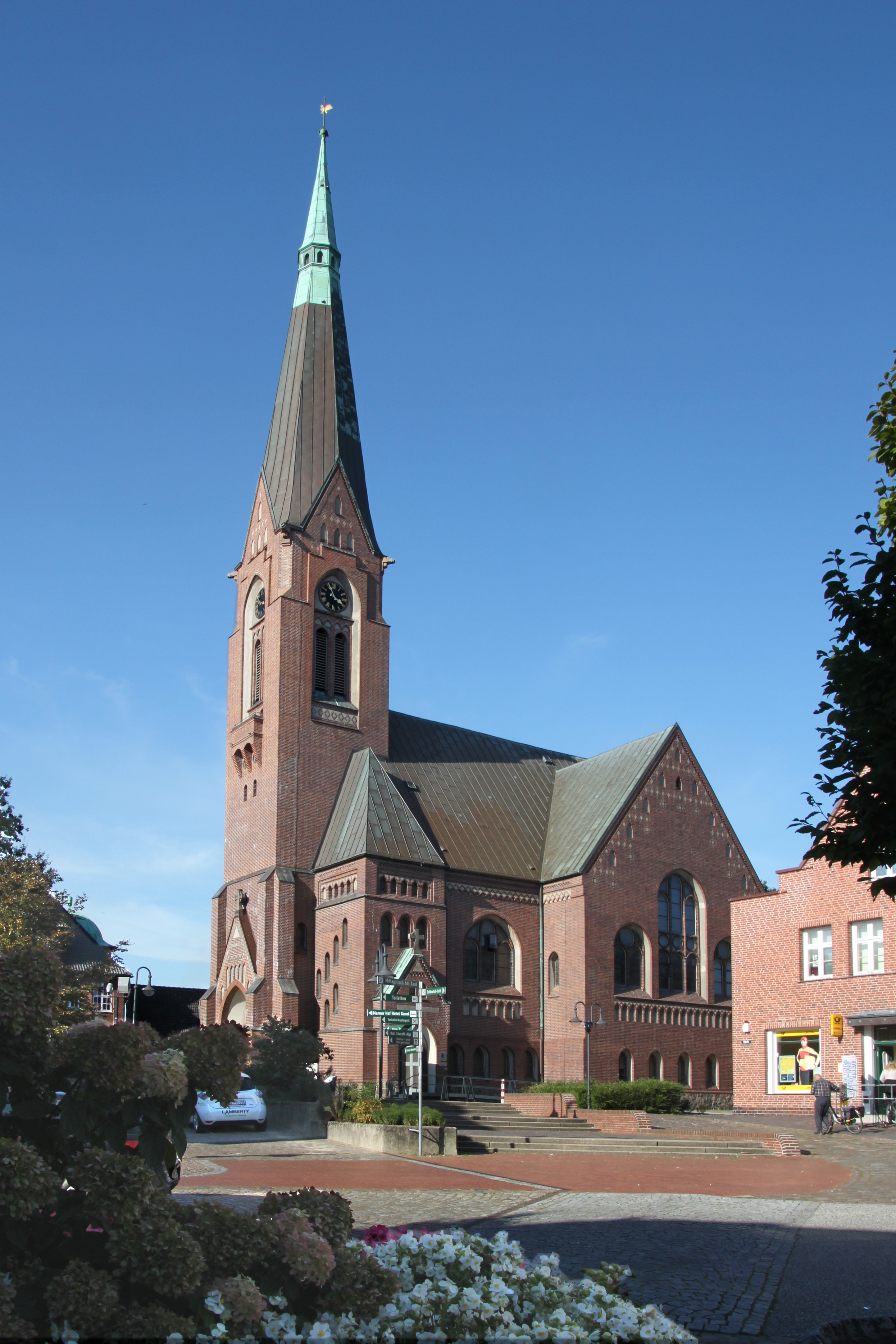

Die Maria-Magdalenen-Kirche steht in Marne, einer Stadt im schleswig-holsteinischen Kreis Dithmarschen. Teile des Vorgängerbaus aus dem Mittelalter sind in dem historisierenden Neubau aus dem frühen 20. Jahrhundert erhalten. Die Kirche ist nach Maria Magdalena benannt und steht unter Denkmalschutz. Die Kirchengemeinde gehört zum Kirchenkreis Dithmarschen der Evangelisch-Lutherischen Kirche in Norddeutschland.

## Geschichte
Erste Erwähnungen eines Ortes im Bereich von Marne gehen bis ins 9. Jahrhundert zurück. Eine Kirche ist spätestens ab dem 13. Jahrhundert belegt. Sie wurde vermutlich als Reaktion auf die 1227 gewonnene Schlacht von Bornhöved gegen die Dänen errichtet. Sie wurde mehrfach umgestaltet, u. a. um 1738 durch Johann Georg Schott.

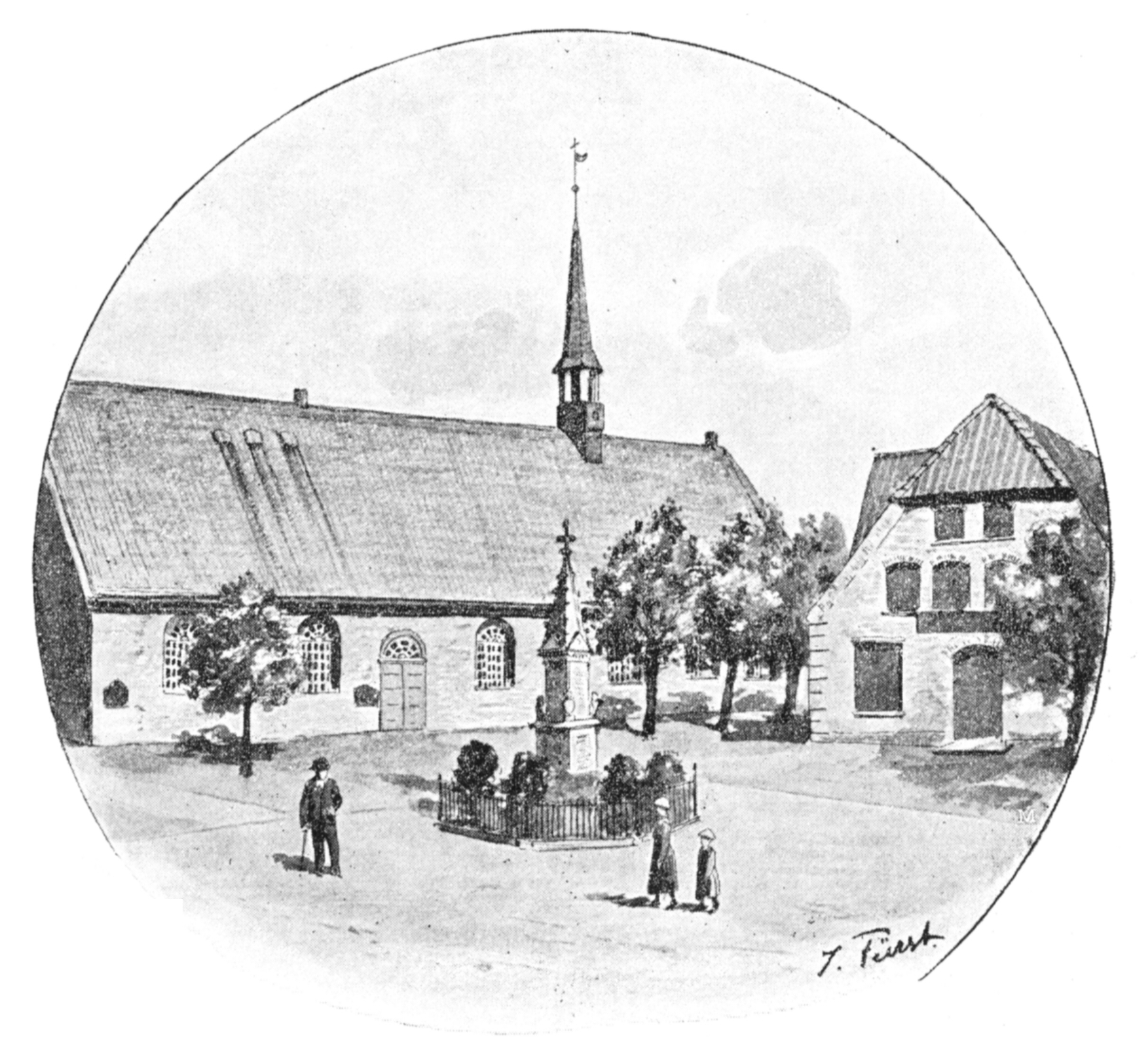
Mittelalterlicher Vorgängerbau (Julius Fürst um 1895)

Die gegenwärtige kreuzförmige Backstein-Saalkirche entstand 1904 bis 1906 anstelle des oft veränderten Vorgängerbaus. Sie ist ein eklektizistisches Gebäude, das neugotische und neuromanische Elemente vereinigt, innen verbunden mit Jugendstil. Architekt war Wilhelm Voigt.
Von 2000 bis 2010 wurde die Kirche für 35.000 Euro aufwendig renoviert. Dabei wurden Ziegel von der Ziegelei Heinrich-Adolf Pollmann aus Glückstadt verwendet.

## Architektur und Ausstattung
Im Osten befindet sich ein Chorumgang um eine geräumige Apsis. Der Kirchturm im Westen ist 61,5 m hoch; die Glocken sind aus den Jahren 1934 und 1953.
Das Bronzetaufbecken aus dem 13. Jahrhundert trägt eine lateinische Spiegelschrift. Kanzel und Teile des Orgelprospekts im Renaissance-Stil aus dem Jahr 1603 sind Werke von Hans Peper. Die Orgel selbst sowie ein Kruzifix und zwei Engelstatuen wurden erst 1906 angeschafft. Des Weiteren hängt in der Kirche ein Messingleuchter von 1990.
Die prachtvoll ausgestalteten Kirchenfenster zeigen verschiedene biblische Szenen insbesondere aus dem Leben der Kirchenpatronin und wurden vermutlich Anfang des 20. Jahrhunderts gefertigt. Eine Besonderheit ist der Chorokulus aus den 1950er Jahren. Glasmaler war die Berliner Werkstatt Gottfried Heinersdorf. Die Fenster wurden von Gemeindemitgliedern gestiftet.